# Antony de Ávila
Antony William de Ávila Charris, född 21 december 1962, är en colombiansk före detta professionell fotbollsspelare som spelade som anfallare för fotbollsklubbarna América de Cali, Unión de Santa Fe, New York/New Jersey Metrostars och Barcelona SC mellan 1983 och 1999, han gjorde dock comeback under 2009 års säsong för América de Cali. Han spelade också 54 landslagsmatcher för det colombianska fotbollslandslaget mellan 1983 och 1998.
de Ávila vann fem ligamästerskap med América de Cali (1984, 1985, 1986, 1990 och 1992).